# بيل جونسون (قس)
بيل جونسون (بالإنجليزية: Bill Johnson)‏ هو قس أمريكي، ولد في 1951 في مينيسوتا في الولايات المتحدة.

## وصلات خارجية
- الموقع الرسمي
- بيل جونسون على موقع IMDb (الإنجليزية)
- بيل جونسون على موقع قاعدة بيانات الفيلم (الإنجليزية)